# Cheektowaga
Cheektowaga est une ville du comté d'Érié dans l'État de New York aux États-Unis.